# باشگاه فوتبال هیستون
باشگاه فوتبال هیستون (به انگلیسی: Histon Football Club) یک باشگاه فوتبال در شهر هیستون اند ایمپینگتون، کشور انگلستان است که در سال ۱۹۰۴ میلادی تأسیس شده‌است.